# Elfriede Kneiphoff
Elfriede Kneiphoff (* 11. Dezember 1900 in Elbing; † 26. Dezember 1973 in Hamburg) war eine deutsche Malerin.

## Leben
Elfriede Kneiphoff wuchs in Elbing (heute Elbląg/Polen) in einer kinderreichen Kaufmannsfamilie auf. Zusammen mit ihren vier Schwestern besuchte sie bis 1916 das im Jahre 1832 gegründete höhere Mädchenlyzeum (ab 1902 Kaiserin-Auguste-Victoria-Schule). Bereits in der Schulzeit schloss sie sich der Jugendbewegung an. Ihre Mitgliedschaft in einer Mädchengruppe des Elbinger Wandervogels wurde zu einem wesentlichen Auslöser ihrer besonderen Nähe zur Natur. Nach Abschluss der 10. Klasse besuchte sie das seit 1879 der Schule angegliederte Lehrerinnenseminar und war von 1917 bis 1919 Privatlehrerin auf einem Gut in Reichenbach.
Aufgrund ihrer schon früh erkannten Begabung nahm Elfriede Kneiphoff seit 1919 Unterricht bei dem bekannten westpreußischen Kunstmaler Paul Emil Gabel, mit dem sie seit der Geburt der gemeinsamen Tochter, Ruth Hering, zusammenlebte. Ab 1920 arbeitete sie als freischaffende Malerin. Das Künstlerpaar unternahm zahlreiche Reisen nach Worpswede, Scheveningen, Stralsund, Rügen und Sylt, bis es sich 1928 in Hamburg niederließ.

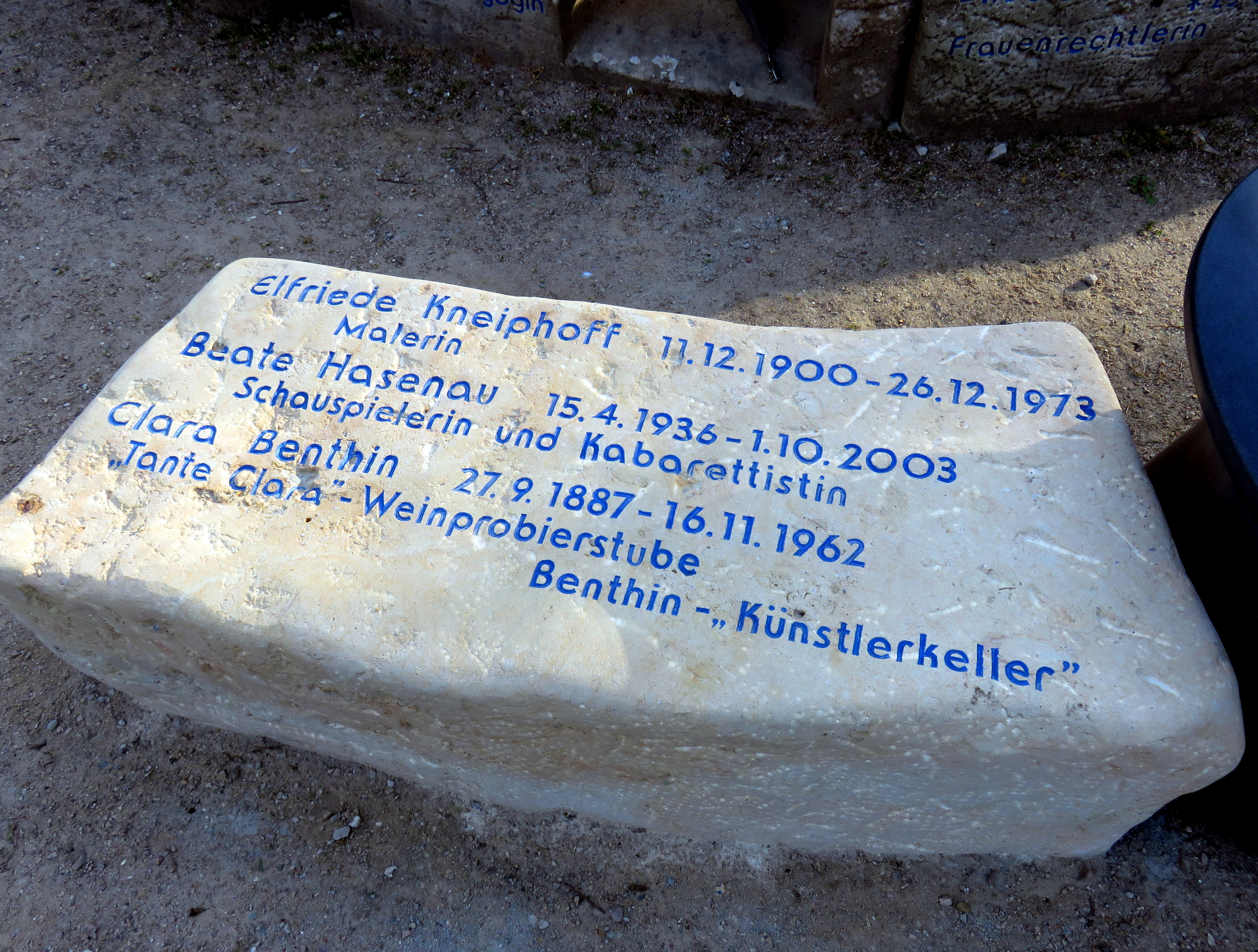
Erinnerungsstein (Erinnerungsspirale) im Garten der Frauen auf dem Friedhof Ohlsdorf

Nach dem Tod von P. E. Gabel lebte Elfriede Kneiphoff mit ihrer Tochter in Hamburg. Nach deren Eheschließung mit dem Maler Bernd Hering im Jahre 1946 folgte sie bis zu ihrem Tod im Dezember 1973 zahlreichen Einladungen zu Studienreisen und Ausstellungen u. a. in Worpswede und auf Schloss Elmau, wo sie ein häufiger und gern gesehener Gast war.
Seit 1930 war Elfriede Kneiphoff Mitglied der GEDOK und der Reichskammer der Bildenden Künste, ab 1945 Mitglied des Berufsverbandes Bildender Künstler in Hamburg.
Elfriede Kneiphoff wurde auf dem Ohlsdorfer Friedhof in Hamburg bestattet, Grabstelle und Grabstein wurden später abgeräumt. An Elfriede Kneiphoff wird auf einem Gedenkstein im „Garten der Frauen“ erinnert.

## Werk
Elfriede Kneiphoff hat durch ihre Aquarelle, auf denen sie vorwiegend Stillleben, Blumen und Porträts dargestellt hat, überregionale Anerkennung gefunden. Das Museum der Stadt Elbing kaufte bereits 1925 Bilder von ihr an, später erfolgten Ankäufe von öffentlichen Einrichtungen in Berlin, Bremerhaven und von der Kulturbehörde in Hamburg. Durch ihre seit 1927 bestehenden Kontakte zu Else von Levetzow, die damals die Gesellschaft „Kunst und Leben“ leitete, beteiligte sie sich u. a. an Ausstellungen der Malerinnengruppe um Elisabeth Meyer. Nach 1945 nahm sie in Hamburg an zahlreichen Gruppenausstellungen teil. Daneben gab es Einzelausstellungen ihrer Bilder in Hamburg, Bremerhaven, Höxter und Elmau.